# Andreas Schwabe
Andreas Schwabe (* 19. April 1958 in Bad Blankenburg) ist ein ehemaliger deutscher Handballspieler und -trainer.

## Spielerkarriere
Als Spieler war Schwabe für Dynamo Suhl in der DDR-Liga aktiv, der als HSV Suhl in der Saison 1991/92 in der Handball-Bundesliga spielte. Zur Saison 1995/96 wechselte Schwabe zum ThSV Eisenach.

## Karriere als Trainer
Nach Ende seiner Spielerkarriere wurde Schwabe Trainer der 2. Mannschaft des ThSV und recht bald Co-Trainer des Vereins an der Seite von Rainer Osmann. 1997 gelang dem ThSV mit dem Trainergespann Osmann/Schwabe der Aufstieg in die Handball-Bundesliga. Als Trainer der A-Jugend des ThSV brachte er diese 2003 ins Halbfinale um die deutsche Meisterschaft, wo man knapp dem SC Magdeburg unterlag.
2004 übernahm Schwabe das Amt des Co-Trainers der österreichischen Männer-Handballnationalmannschaft, erneut an der Seite von Cheftrainer Rainer Osmann. Zudem betreute Schwabe die österreichische Juniorennationalmannschaft.
Als Rainer Osmann 2009 Trainer der deutschen Frauen-Nationalmannschaft wurde, folgte Schwabe ihm erneut und fungierte beim DHB als Co-Trainer und parallel dazu gemeinsam mit Kathrin Blacha verantwortlicher Trainer der Juniorinnen-Nationalmannschaft.
Nach seiner Zeit beim DHB übernahm Schwabe die HSG GoGo Hornets, eine 2012 gegründete Spielgemeinschaft des Ernestiner SV aus Gotha und der SG Blau-Weiss Goldbach/Hochheim, in der viertklassigen Handball-Oberliga Mitteldeutschland. Seit September 2017 ist er für den VfB Thomas Müntzer Mühlhausen als Jugendkoordinator tätig.